# Anna af Rusland
Anna Ivanovna eller Anna Ioannovna (russisk: Анна Ивановна eller Анна Иоанновна) (7. februar 1693 – 28. oktober 1740) regerede som hertuginde af Kurland fra 1711 til 1730 og som kejserinde af Rusland fra 1730 til 1740.

## Vejen til tronen
Anna var datter af Ivan 5. af Rusland og niece til Peter den Store. Peter arrangerede hendes ægteskab med Friedrich Wilhelm, hertug af Kurland, i november 1710, men på en rejse tilbage fra Sankt Petersborg i januar 1711 døde hendes mand af vellevned. Anna fortsatte med at regere i Kurland (nu den vestlige del af Letland) fra 1711 til 1730 med en derboende russer, Pjotr Mikhailovitj Bestusjev, som sin rådgiver.

## Kejserinde af Rusland
Efter Peter 2.s død blev Anna af højadelen valgt til kejserinde af Rusland, mod at hun underskrev en håndfæstning. Man havde håbet, at hun ville føle sig i gæld til de adelsfolk, der havde sikret hende kronen, men hun brød hurtigt aftalen og regerede enevældigt med støtte fra lavadelen og den tidligere kejsers embedsmænd og under stærk tysk indflydelse, især af sin elsker Biron.